# سانی (فیلم ۲۰۱۱)
«سانی» (انگلیسی: Sunny (2011 film)) فیلمی در ژانر درام است که در سال ۲۰۱۱ منتشر شد.